# 1980년
1980년은 화요일로 시작하는 윤년이다.

## 사건
- 1월 23일 - 카터 독트린 선언
- 2월 4일 - 아볼하산 바니사드르의 이란 대통령 임기 시작
- 2월 16일 - 서아시아와 북아프리카에서 일식 관찰절도
- 3월 24일 - 엘살바도르 대주교 오스카르 아르눌포 로메로 암살됨
- 4월 18일 - 짐바브웨 독립
- 4월 21일
  - 사북 사건 시작
  - 경부선 부산 덕포동 화물열차 탈선 사고가 발생
- 5월 17일 - 전두환을 비롯한 신군부세력, 집권 시나리오(K-공작계획)에 따라 내각에 비상계엄 전국확대 강요, 비상계엄령이 전국으로 확대됨에 따라 모든대학이 휴교령이 내려졌다.
- 5월 18일
  - 미국 세인트헬렌스산 분화.
  - 5·18 광주 민주화운동; 전남대 공수부대와 첫 충돌 가톨릭센터 전남대 집결 데모 경찰과 대치 최루탄 발사하며 해산
- 5월 20일 - 5·18 광주 민주화운동; 신군부의 강압적인 계엄 확대 조치에 대한 반발로 신현확 국무총리를 비롯한 내각 총사퇴
- 5월 24일 - 대한민국 중앙정보부장 김재규의 사형이 집행됨
- 5월 27일 - 광주 민주화운동이 전두환 신군부 세력에 의해 완전히 진압됨.
- 5월 30일 - 국가보위비상대책위원회(약칭 "국보위") 설치
- 7월 30일
  - 대한민국, 7·30 교육 개혁 조치를 발표하고 과외금지조치를 시행하였다.
  - 바누아투 독립
- 8월 1일 - 대한민국, 국보위. 신원기록 일제정리와 연좌제 폐지 결정 발표
- 8월 4일 - 삼청계획 발표.
- 8월 13일 - 대한민국, 김영삼 신민당 총재, 정계은퇴 발표
- 8월 14일 - 김대중 내란음모사건, 김대중 등 재야인사 24명의 내란음모혐의에 대한 첫 재판 열림.
- 8월 16일 - 최규하 대통령, 대규모 학생 소요와 광주 민주화 운동에 대한 책임을 지고 10대 대통령에서 하야.
- 8월 19일
  - 대한민국, 국보위, 사학 쇄신책 발표.
  - 사우디아라비아, 사우디아라비아항공 163편 사고가 발생, 탑승객 301명 전원이 사망하다.
- 8월 21일 - 대한민국 국군, 전군 주요지휘관회의에서 전두환을 국가원수로 추대키로 결의
- 8월 22일 - 대한민국, 신군부 실권자 전두환, 대장으로 전역
- 8월 25일 - 짐바브웨, 유엔 가입
- 8월 27일 - 전두환 대통령이 제11대 대통령 선거에서 통일주체국민회의 대의원의 간접선거로 대통령으로 선출되었다.
- 8월 28일 - 대한민국, 계엄사, 5월 17일 내렸던 전국 대학 휴교령을 107일만에 해제
- 8월 31일 - 폴란드 자유노조 `연대'(Solidarity), 레흐 바웬사 주도로 설립
- 9월 1일 - 전두환 대통령이 대한민국 제11대 대통령에 취임하였다.
- 9월 2일 - 전두환 대통령, 남덕우(南悳祐) 총리를 중심으로 한 새 내각 구성
- 9월 4일 - 조선민주주의인민공화국, 휴전선 11개 지역에서 대남비방방송 재개
- 9월 16일 - 세인트빈센트 그레나딘, 유엔 가입
- 9월 17일 - 대한민국 제5공화국: 계엄사 보통군법회의, 야당지도자 김대중에 내란음모 혐의로 사형선고.
- 9월 22일 - 이라크가 이란을 침공하여 이라크·이란 전쟁이 시작되었다. 국경지대 유전 장악을 둘러싼 전쟁이었다.
- 9월 29일 - 대한민국 정부, 제5공화국 헌법개정안(제8차개헌안) 공고
- 10월 10일
  - 조선로동당 제6차당대회
  - 1980년 엘아스남 지진
- 10월 17일 - 충북선 복선화로 인해 미호역, 정하역, 정봉역 폐역. 청주역~서청주역구간은 서청주선이라는 지선으로 남음
- 10월 14일 - 유엔 특별총회, 아프가니스탄 주둔 소련군 철수결의안 가결
- 10월 27일
  - 대한민국 제8 차 개정 헌법(이른바 제5 공화국 헌법)이 공포되었다.
  - 10·27 법난
- 11월 6일 - 조치훈, 일본 바둑 명인위 획득
- 11월 14일 - 정부, 언론통폐합 조치 발표.
- 11월 19일 - 대한항공 015편 착륙 사고
- 11월 30일 - 정부의 언론통폐합 조치에 따라 신문, 방송, 통신사들이 통폐합되었다. 동양방송(TBC) 및 동아방송(DBS)등 폐국.
- 12월 8일 - 미국 뉴욕시에서 마크 채프먼이 존 레논을 암살하였다.

## 문화
- 1월 30일 - 부산대교이 개통되었다.
- 2월 - 63빌딩이 착공되었다.
- 2월 14일 - 1980년 동계 올림픽이   미국 레이크플래시드에서 개막하였다.
- 2월 23일 - 1980년 동계 올림픽이 폐막하였다.
- 4월 14일 - 동양방송 여의도 본사 개관.
- 7월 1일 - 이용태박사, 삼보 컴퓨터 설립.
- 7월 7일 - 미스 유니버스 서울 대회 개최.
- 7월 19일 - 1980년 하계 올림픽이  소련 모스크바에서 개막하였다. 미국 등 서방국가들이 아프가니스탄 침공에 대한 항의표시로 대거 보이콧하였다.
- 8월 2일 - 컬러TV 대한민국 내 시판 개시.
- 8월 3일 - 1980년 하계 올림픽이 폐막하였다.
- 8월 11일 - 조오련이 대한해협을 수영으로 건너는 데 성공하다.
- 9월 4일 - 대한민국 보건사회부, 전국의 호화묘지 모두 정리키로 결정 발표.
- 9월 5일 - 대한민국 문교부, 대학교육시안으로 졸업정원제 채택.
- 9월 11일 - 대한민국, 새마을지도자중앙협의회 창립.
- 9월 16일 - 금성사(현 LG전자), 대한민국 최초로 태국과 TV생산기술 수출계약 체결.
- 9월 19일 - 대한민국과 프랑스, 어업협정 체결.
- 9월 23일 - 노량진 육교가 준공되다.(2015년에 철거됨)
- 10월 8일 - 번영로 도시고속도로가 문현램프~구서분기점 15.7 km 개통하다.
- 10월 12일 - 대한민국 제주도의 하멜 기념비 제막.
- 10월 15일 - 경주시 ~ 포항시를 연결하는 국도의 4차선 확장 공사가 완료되다.
- 10월 31일 - 서울 지하철 2호선 신설동 ~종합운동장 구간을 개통하다.
- 11월 9일 - KBS TV(현 KBS 1TV)에서 《전국노래자랑》이 처음으로 방영되다.
- 11월 12일 - 이홍우의 《나대로 선생》이 동아일보에 연재를 시작하다.
- 11월 24일 - KBS 2TV 시험방송을 개시하다.
- 11월 30일 - 동양방송(TBC), 동아방송(DBS)이 폐국되어 KBS에 흡수되다.
- 12월 1일 - KBS TV에서 컬러방송을 실시하였다. 지상파 다채널방송 KBS 2TV가 개국하였으며, KBS TV의 채널명을 KBS 1TV로 변경되었다. KBS 제2FM이 언론통폐합으로 인해 광고방송(상업광고방송)을 폐지를 했다.
- 12월 19일 - 연합통신 창립.
- 12월 22일 - KBS 2TV와 MBC TV가 컬러 방송을 개시.

## 탄생

### 1월
- 1월 1일
  - 대한민국의 가수 김다현.
  - 대한민국의 야구 선수 정재훈.
  - 대한민국의 축구 선수 이광재.
  - 대한민국의 정치인 김상욱.
- 1월 2일 - 대한민국의 배우 조선옥.
- 1월 3일
  - 대한민국의 희극인, 리포터 윤형빈.
  - 대한민국의 성우 이동훈.
  - 미국의 싱어송라이터 커트 바일.
- 1월 4일
  - 대한민국의 가수 육중완.
  - 미국의 배우, 성우 그레그 사이프스.
- 1월 5일
  - 대한민국의 배우 신정선.
  - 대한민국의 가수, 배우 황현준.
  - 독일의 축구 선수 제바스티안 다이슬러.
- 1월 6일 - 대한민국의 배우 박시은.
- 1월 7일 - 대한민국의 코스어 체샤.
- 1월 8일
  - 대한민국의 축구 선수 이정수.
  - 잉글랜드의 배우, 가수 샘 라일리.
- 1월 9일
  - 대한민국의 발레무용가 윤혜진.
  - 대한민국의 축구 심판 홍은아.
- 1월 10일
  - 대한민국의 가수 김영민 (태사자).
  - 대한민국의 가수 박상훈.
- 1월 11일
  - 대한민국의 가수 이지혜 (샵).
  - 대한민국의 태권도 선수, 지도자 정재은.
- 1월 12일 - 우크라이나의 권투 선수 안드리 페드추크. (~2009년)
- 1월 13일 - 대한민국의 가수 원흠 (노라조).
- 1월 14일
  - 대한민국의 전직 프로게이머, 기업인 김대기.
  - 일본의 배우 타마키 히로시.
- 1월 15일 - 대한민국의 성우 박서진.
- 1월 16일
  - 도미니카 공화국의 야구 선수 앨버트 푸홀스.
  - 말리의 축구 선수 세이두 케이타.
  - 미국의 작곡가, 작사가, 배우 린마누엘 미란다.
- 1월 17일 - 미국의 배우 조이 데이셔넬.
- 1월 18일 - 미국의 배우, 음악가, 작가 제이슨 시걸.
- 1월 19일
  - 대한민국의 가수 미소라.
  - 영국의 레이싱 드라이버 젠슨 버튼.
- 1월 20일
  - 대한민국의 바둑 기사 목진석.
  - 대한민국의 탁구 선수 주세혁.
  - 대한민국의 가수, 배우 김정훈 (UN).
  - 대한민국의 배우 정흥석.
- 1월 21일
  - 일본의 가수, 성우 미즈키 나나.
  - 대한민국의 배드민턴 선수 이경원.
  - 일본의 배우, 댄서 쿠로키 케이지.
- 1월 22일 - 잉글랜드의 축구 선수 조너선 우드게이트.
- 1월 23일 - 대한민국의 연극배우 김민기.
- 1월 24일 - 쿠바의 유도 선수 요르다니스 아렌시비아.
- 1월 25일
  - 대한민국의 모델, 배우 장자연. (~2009년)
  - 스페인의 축구 선수 차비 에르난데스.
  - 미국의 전 프로레슬링 선수 미셸 매쿨.
  - 러시아의 전 유도 선수 이반 페르신.
- 1월 26일 - 일본의 성우 코바야시 사나에.
- 1월 27일 - 대한민국의 농구 선수 이동준.
- 1월 28일
  - 대한민국의 배우 이유리.
  - 대한민국의 배우 장소연.
  - 일본의 축구 선수 엔도 야스히토.
  - 일본의 성우 키무라 마도카.
  - 미국의 싱어송라이터, 댄서, 배우 닉 카터.
- 1월 29일 - 대한민국의 가수 성용욱.
- 1월 30일
  - 대한민국의 가수, 기타리스트 성재.
  - 미국의 가수, 배우 리나 홀.
  - 미국의 정치인 리 젤딘.
- 1월 31일 - 대한민국의 배우 심이영.

### 2월
- 2월 1일 - 대한민국의 배우 박지훈.
- 2월 2일
  - 대한민국의 가수 전인혁.
  - 대한민국의 가수 준.
- 2월 3일 - 대한민국의 싱어송라이터, 작곡가 및 뮤지컬 배우 문혜원.
- 2월 4일
  - 일본의 만화가 야부키 켄타로.
  - 대한민국의 배우 유정석.
- 2월 5일 - 대한민국의 희극인 최희선.
- 2월 6일
  - 일본의 성우 노토 마미코.
  - 일본의 작곡가 겸 음악 프로듀서 나카타 야스타카.
  - 대한민국의 가수, 작곡가 줄라이.
  - 대한민국의 탁구 선수 곽방방.
- 2월 7일
  - 대한민국의 가수, 배우 이정현.
  - 대한민국의 희극인 겸 MC 김인석.
- 2월 8일
  - 대한민국의 배우 이재은.
  - 대한민국의 성우 김상백.
  - 대한민국의 뮤지컬 배우 임샛별.
  - 중화인민공화국의 체조 선수 양웨이.
- 2월 9일
  - 대한민국의 쇼트트랙 선수 김동성.
  - 대한민국의 야구 선수 이재우.
- 2월 10일 - 대한민국의 뮤지컬 배우 에녹.
- 2월 11일 - 오스트레일리아의 축구 선수 마크 브레시아노.
- 2월 12일 - 미국의 배우 크리스티나 리치.
- 2월 13일
  - 대한민국의 배우 이상우.
  - 독일의 축구 선수 제바스티안 켈.
  - 일본의 전 축구 선수 미카미 다쿠야.
- 2월 14일
  - 우크라이나의 펜싱 선수 볼로디미르 루카셴코.
  - 일본의 전 축구 선수 요코야마 사토시.
- 2월 15일
  - 대한민국의 야구 선수 김일엽.
  - 대한민국의 가수 리피트.
- 2월 16일
  - 대한민국의 가수 장윤정.
  - 대한민국의 가수, 재즈 최현아.
- 2월 17일
  - 대한민국의 플로리스트 문정원.
  - 일본의 성우 엔도 아야.
  - 대한민국의 배우 홍은희.
- 2월 18일 - 대한민국의 방송인, 안무가 배윤정.
- 2월 19일
  - 대한민국의 배우 김성곤.
  - 캐나다의 프로레슬링 선수 로니 아넬리.
  - 대한민국의 가수 이승민.
- 2월 20일
  - 일본의 성우 나카무라 유이치.
  - 대한민국의 야구 선수 김진웅.
- 2월 21일
  - 대한민국의 인터넷 방송인 진엘론머스크. (~2020년)
  - 대한민국의 야구 선수 이현곤.
  - 대한민국의 전 농구 선수 박선영.
  - 부탄의 국왕 지그메 케사르 남기엘 왕축.
- 2월 22일 - 대한민국의 가수 강성훈 (젝스키스).
- 2월 23일 - 대한민국의 당구 선수 김경률. (~2015년)
- 2월 25일
  - 대한민국의 가수 후니훈.
  - 대한민국 뮤지컬배우 겸 가수 리사.
  - 대한민국의 바둑 기사 이현욱.
  - 대한민국의 아나운서 박지현.
  - 미국의 법조인, 연방검사 카슈 파텔.
- 2월 26일 -  태국의 역도 선수 아리 위랏타원.
- 2월 27일
  - 대한민국의 가수 윤민수 (바이브).
  - 대한민국의 성우 사문영.
  - 대한민국의 골프 선수 박희정.
- 2월 28일 - 대한민국의 가수 바다 (S.E.S.).
- 2월 29일
  - 대한민국의 배우 장희웅.
  - 대한민국의 배우, 모델 이화선.
  - 대한민국의 육상 선수 김건우.
  - 대한민국의 래퍼 비지.

### 3월
- 3월 1일
  - 미국의 기업인 마크 테토.
  - 대한민국의 배우 김주헌.
  - 대한민국의 가수 연규성.
- 3월 2일 - 오스트레일리아의 배우 리벨 윌슨.
- 3월 3일
  - 대한민국의 가수 전우성 (노을).
  - 미국의 배우 캐서린 워터스턴.
- 3월 4일
  - 대한민국의 배우 정다빈. (~2007년)
  - 대한민국의 성우 김보영.
  - 대한민국의 가수 주성원.
- 3월 5일
  - 대한민국의 배우 김찬형.
  - 대한민국의 배우 최종윤.
  - 대한민국의 바둑 기사 하호정.
- 3월 6일 - 러시아의 권투 선수 게오르기 발락신.
- 3월 7일
  - 대한민국의 가수 모세.
  - 대한민국의 배우 정강희.
- 3월 8일 - 대한민국의 배우 황은정.
- 3월 9일
  - 대한민국의 야구 선수 권오준.
  - 미국의 배우 매슈 그레이 구블러.
  - 일본의 성우 오키츠 카즈유키.
- 3월 10일 - 대한민국의 음악가 노래하는하니.
- 3월 11일 - 대한민국의 가수, 기타리스트 이동훈.
- 3월 13일 - 대한민국의 배우 김남길.
- 3월 14일
  - 대한민국의 가수 류재현 (바이브).
  - 일본의 배우 아오키 무네타카.
- 3월 16일 - 대한민국의 가수 김하나 (클레오).
- 3월 17일 - 대한민국의 래퍼 최자 (CB 매스, 다이나믹 듀오).
- 3월 18일
  - 대한민국의 희극인 송준근.
  - 잉글랜드의 배우 소피아 마일스.
- 3월 19일 - 대한민국의 가수 한경일.
- 3월 20일 - 대한민국의 가수 옥주현 (핑클).
- 3월 21일
  - 대한민국의 가수 이진 (핑클).
  - 대한민국의 가수 신현탁.
  - 캐나다의 가수 데릭 위블리.
- 3월 22일 - 캐나다의 배우 캔디스 매클루어.
- 3월 23일 - 대한민국의 기상 캐스터 신민정.
- 3월 25일 - 대한민국의 전 배우, 기업가 김기웅
- 3월 26일
  - 미국의 가수 손호영 (god).
  - 대한민국의 가수 Tori.
  - 대한민국의 가수 신이.
- 3월 27일
  - 일본의 배우 아베 카오루.
  - 프랑스의 배우 니콜라 뒤보셸.
- 3월 28일
  - 대한민국의 배우 조승우.
  - 리투아니아의 유도 선수 알베르타스 테호바스.
  - 태국의 권투 선수 깨오 퐁쁘라윤.
- 3월 29일
  - 대한민국의 배우 김태희.
  - 대한민국의 방송인 전제향.
- 3월 30일
  - 대한민국의 전 야구 선수 김민우.
  - 노르웨이의 핸드볼 선수 카트리네 룬데.
- 3월 31일 - 일본의 가수, 성우, 배우 사카모토 마아야.

### 4월
- 4월 1일
  - 대한민국의 배우 강지운.
  - 대한민국의 야구 선수 고동진.
  - 일본의 배우 다케우치 유코. (~2020년)
  - 미국의 프로레슬링 선수 랜디 오턴.
  - 대한민국의 트로트 가수 하명지.
- 4월 2일 - 멕시코의 전 축구 선수 카를로스 살시도.
- 4월 4일 - 대한민국의 배우 공효진.
- 4월 5일 - 대한민국의 가수, 래퍼 이재원 (H.O.T., JtL).
- 4월 6일 - 대한민국의 성우 한미리.
- 4월 7일
  - 대한민국의 야구 선수 김상현.
  - 일본의 영화 배우 다케자이 데루노스케.
  - 대한민국의 야구 선수 김태영.
  - 일본의 배우 타마야마 테츠지.
  - 대한민국의 배우 승재.
  - 대한민국의 가수 진엑스.
- 4월 9일
  - 대한민국의 배우 이요원.
  - 대한민국의 영화 감독 남궁선.
- 4월 10일
  - 대한민국의 배우 김정욱.
  - 노르웨이의 축구 선수 잉리 옐름세트.
  - 대한민국의 앵커 황남희.
  - 대한민국의 희극인 장경희.
  - 대한민국의 배우 이태규.
- 4월 11일
  - 일본의 축구 선수 다마다 게이지.
  - 미국의 야구 선수 마크 테세이라.
- 4월 12일
  - 캐나다의 음악가 에릭 몽그레인.
  - 아일랜드의 가수 브라이언 맥패든.
- 4월 13일
  - 대한민국의 전직 배우 고호경.
  - 미국의 성우 콜린 클링컨비어드.
- 4월 14일
  - 대한민국의 전직 스타크래프트 프로게이머 임정호.
  - 대한민국의 기상캐스터 이나영.
  - 윈 버틀러.
- 4월 15일
  - 대한민국의 배우 진모.
  - 미국의 권투 선수 로키 후아레스.
- 4월 17일
  - 대한민국의 가수 정동하.
  - 대한민국의 야구 선수 김사율.
  - 대한민국의 배우 김선영.
  - 미국의 배우 니컬러스 다고스토.
- 4월 18일
  - 대한민국의 가수 노블레스.
  - 캐나다의 전 아이스하키 선수 로빈 레기어.
- 4월 19일 - 일본의 전 축구 선수 히라마쓰 고헤이.
- 4월 20일 - 대한민국의 희극인 이광섭.
- 4월 21일 - 일본의 성우 시모노 히로.
- 4월 22일
  - 대한민국의 배우 오민석.
  - 프랑스의 축구 선수 니콜라스 듀셰즈.
  - 미국의 미식축구 선수 토니 로모.
- 4월 23일
  - 대한민국의 성우 이민하.
  - 일본의 전 축구 선수 오쓰키 히로시.
- 4월 25일
  - 일본의 성우 모리나가 리카.
  - 일본의 야구 선수 다다노 가즈히토.
  - 프랑스의 배우 셀린 살레트.
- 4월 26일
  - 미국의 배우 채닝 테이텀.
  - 미국의 배우 조대나 브루스터.
- 4월 27일
  - 일본의 성우 아다치 토모.
- 4월 28일
  - 대한민국의 기상 캐스터 김정윤.
  - 일본의 배우 에구치 노리코.
  - 대한민국의 배우 차청화.
  - 대한민국의 배우 이창훈.
- 4월 29일
  - 아일랜드의 가수 키안 이건.
  - 대한민국의 가수 채다희.
- 4월 30일 - 대한민국의 트로트 가수 조은새.

### 5월
- 5월 1일
  - 일본의 배우 이치카와 요스케.
  - 대한민국의 바둑 기사 안영길.
- 5월 2일
  - 일본의 성우 사토 리나.
  - 대한민국의 전 배구 선수 김상기.
- 5월 3일
  - 대한민국의 배우 김미주.
  - 대한민국의 법조 출신 정치인 정준호.
- 5월 5일
  - 대한민국의 배우 이승효.
  - 이스라엘의 축구 선수 요시 베나윤.
  - 대한민국의 전 축구 선수 이정운.
- 5월 6일
  - 대한민국의 음악가 라디.
  - 미국의 가수 태빈 (원타임).
  - 대한민국의 배우 송유하.
  - 중화민국의 야구 선수 장즈자. (~2024년)
- 5월 7일
  - 대한민국의 양궁 선수 김남순.
  - 일본의 성우 나라 토오루.
- 5월 8일
  - 대한민국의 전 야구 선수 이석만.
  - 대한민국의 작곡가 박진배.
  - 대한민국의 배구 선수 이지영.
- 5월 9일 - 대한민국의 배우 조현재.
- 5월 10일
  - 대한민국의 배우 이무생.
  - 대한민국의 배우 조달환.
  - 러시아 출신 우즈베키스탄의 자전거 경기 선수 올가 자벨린스카야.
- 5월 11일
  - 일본의 전 축구 선수 가마다 쇼헤이.
  - 일본의 전 축구 선수 야마미치 고헤이.
- 5월 12일
  - 대한민국의 아나운서 이정민.
  - 대한민국의 가수 한서우.
  - 영국의 정치인 리시 수낵.
- 5월 13일
  - 대한민국의 가수 우연석 (클릭비).
  - 대한민국의 가수 이재경 (넬).
  - 일본의 배우, 스타일리스트 노나미 마호.
- 5월 14일
  - 대한민국의 희극인 임준혁. (~2022년)
  - 체코의 축구 선수 즈데네크 그리게라.
  - 일본의 가수 하시모토 미유키.
- 5월 16일
  - 대한민국의 배우 차서원.
  - 대한민국의 야구 선수 백승훈.
  - 일본의 성우 사토 아케미.
- 5월 17일
  - 네덜란드의 종합격투기 선수 알리스타이르 오버레임.
  - 일본의 프로 야구 선수 기사누키 히로시.
- 5월 18일
  - 우루과이의 축구 선수 디에고 페레스.
  - 미국의 배우 맷 롱.
- 5월 20일
  - 대한민국의 배우 김영준.
  - 일본의 축구 선수 사가 잇페이.
- 5월 21일 - 대한민국의 영화 배우 주영호.
- 5월 22일
  - 대한민국의 축구 선수 정경호.
  - 대한민국의 배우, 모델 차기주.
  - 일본의 전 축구 선수 다카바야시 유키.
- 5월 23일
  - 그리스의 축구 선수 테오파니스 게카스.
  - 일본의 야구 선수 구보 유야.
- 5월 24일 - 홍콩의 배우 장백지.
- 5월 25일
  - 대한민국의 배우 김성균.
  - 대한민국의 배우 재희.
  - 쿠바의 역도 선수 요안드리스 에르난데스.
- 5월 26일 - 대한민국의 배우 손미희.
- 5월 27일 - 대한민국의 레슬링코치 노재현.
- 5월 28일 - 대한민국의 희극인 강일구.
- 5월 29일
  - 일본의 성우 다카하시 미카코.
  - 대한민국계 미국인 야구 선수 백차승.
  - 대한민국의 배우 유병희.
- 5월 30일 - 영국의 축구 선수 스티븐 제라드.
- 5월 31일 - 미국의 음악가 앤디 헐리. (폴 아웃 보이)

### 6월
- 6월 2일 - 미국의 전 축구 선수 애비 웜백.
- 6월 3일
  - 대한민국의 야구 선수 한상훈.
  - 조선민주주의인민공화국의 유도 선수 안금애.
- 6월 4일 - 대한민국의 뮤지컬 배우 양준모.
- 6월 5일 - 대한민국의 배우 윤사봉.
- 6월 6일 - 대한민국의 가수, 뮤지컬 배우 김성민.
- 6월 7일 - 대한민국의 연예기획자 신현욱.
- 6월 9일
  - 일본의 가수 사에구사 유카.
  - 일본의 성우 우에다 카나.
  - 대한민국의 배우 허동원.
  - 이란의 배우 나비드 아카반.
- 6월 10일 - 대한민국의 축구 선수 이광재.
- 6월 11일
  - 대한민국의 배우 임예원.
  - 대한민국의 가수 군조.
  - 대한민국의 배우 최동균.
- 6월 12일
  - 대한민국의 배우 박효준.
  - 대한민국의 희극인 심진화.
  - 대한민국의 희극인 유상무.
  - 우크라이나의 정치인, 내무부 장관 데니스 모나스티르스키. (~2023년)
  - 프랑스의 체조 선수 브누아 카라노브.
- 6월 13일 - 프랑스의 축구 선수 플로랑 말루다.
- 6월 15일
  - 대한민국의 희극인 염기정.
  - 프랑스의 체조 선수 뱅자맹 바로니안.
- 6월 17일
  - 대한민국의 배우 이승효.
  - 미국의 테니스 선수 비너스 윌리엄스.
- 6월 18일 - 대한민국의 야구 선수 이종욱.
- 6월 19일 - 캐나다의 배우 로런 리 스미스.
- 6월 21일 - 대한민국의 배우 함재석.
- 6월 22일 - 대한민국의 희극인 조현민.
- 6월 24일
  - 대한민국의 배우 박재정.
  - 대한민국의 배우 박혜상. (~2010년)
  - 미국의 배우, 음악가 제이슨 슈워츠먼.
  - 캐나다의 배우 리앤 밸러밴.
- 6월 26일 - 대한민국의 방송기자, 전 아나운서 전종환.
- 6월 27일
  - 대한민국의 희극인 노우진.
  - 대한민국의 야구 선수 정성훈.
- 6월 28일
  - 대한민국의 가수 하동균.
  - 일본의 전 축구 선수 다카하시 겐이치.
- 6월 29일 - 대한민국의 야구 선수 송승준.
- 6월 30일 - 대한민국의 배우 구성환.

### 7월
- 7월 1일
  - 대한민국의 전 가수 고지용.
  - 대한민국의 배드민턴 선수 손승모.
- 7월 2일 - 대한민국의 가수 서대광.
- 7월 3일
  - 대한민국의 배우 반민정.
  - 대한민국의 농구 선수 전태풍.
- 7월 4일
  - 일본의 성우 아라이 사토미.
  - 대한민국의 가수 진주.
  - 대한민국의 뮤지컬 배우 최현주.
- 7월 5일
  - 대한민국의 배우 윤경호.
  - 대한민국의 성우 안영아.
  - 미국의 작곡가, 기타리스트 제이슨 웨이드.
- 7월 6일
  - 프랑스의 배우 에바 그린.
  - 미국의 배우이자 희극인, 작가, 감독 케빈 하트.
- 7월 7일
  - 대한민국의 배우 오주은.
  - 대한민국의 배우 최영준.
  - 중국계 미국인 전직 피겨 스케이팅 선수 미셸 콴.
  - 대한민국의 희극인, 배우 송형수.
- 7월 8일
  - 대한민국의 가수 루빈.
  - 아일랜드의 축구 선수 로비 킨.
- 7월 9일 - 일본의 전 축구 선수 시이하라 다쿠야.
- 7월 10일
  - 미국의 가수, 배우 제시카 심슨.
  - 미국의 배우 제임스 롤프.
  - 대한민국의 야구 선수 이택근.
  - 대한민국의 야구 선수 김수훈.
  - 미국의 배우, 가수 토머스 이언 니컬러스.
- 7월 12일
  - 미국의 배우 크리스틴 코널리.
  - 대한민국의 무용가 김동규.
- 7월 14일
  - 대한민국의 전 하키 선수, 배우 윤종원.
  - 대한민국의 연극배우 한혜성.
- 7월 15일
  - 대한민국의 야구 선수 봉중근.
  - 핀란드의 배우, 기업인 야스페르 패쾨넨.
- 7월 16일
  - 대한민국의 가수 겸 배우 장수원.
  - 미국의 포르노 배우, 모델 제시 제인. (~2024년)
- 7월 17일
  - 미국의 전 아이스하키 선수 라이언 밀러.
  - 일본의 가수 Kaya.
- 7월 18일
  - 일본의 가수, 배우 히로스에 료코.
  - 미국의 배우 크리스틴 벨.
- 7월 19일 - 대한민국의 희극인 정철규.
- 7월 20일
  - 대한민국의 배우 진구.
  - 브라질의 모델 지젤 번천.
- 7월 22일
  - 대한민국의 래퍼 타블로 (에픽하이).
  - 네덜란드의 축구 선수 디르크 카윗.
  - 벨기에의 싱어송라이터 케이트 라이언.
- 7월 23일
  - 대한민국의 영화감독 이병헌.
  - 미국의 가수 미셸 윌리엄스.
  - 일본의 만화가 엔도 타츠야.
- 7월 24일 - 대한민국의 트랜스젠더, 방송인, 배우, 가수 이시연.
- 7월 25일 - 대한민국의 전 축구 선수, 축구 지도자 차두리.
- 7월 26일
  - 대한민국의 배우 이동건.
  - 대한민국의 야구 선수 이진영.
  - 뉴질랜드의 정치인, 제40대 총리 저신다 아던.
  - 대한민국의 래퍼 지이.
  - 일본의 전 축구 선수 아사히 다이스케.
- 7월 27일 - 도미니카 공화국의 야구 선수 펠릭스 디아스.
- 7월 28일
  - 대한민국의 배우 기세형.
  - 일본의 작곡가 카토 타츠야.
- 7월 30일
  - 대한민국의 성우 김성연.
  - 대한민국의 영화배우 김꽃지.
  - 대한민국의 육상 선수 박태경.
  - 영국의 골프 선수 저스틴 로즈.
- 7월 31일 - 일본의 가수 아이우치 리나.

### 8월
- 8월 1일
  - 대한민국의 배우 임재근.
  - 인도네시아의 배우, 가수 샤리니.
- 8월 3일
  - 대한민국의 바둑 기사 권오민.
  - 캐나다의 배우 해나 시몬.
- 8월 4일
  - 대한민국의 배우 이규한.
  - 대한민국의 가수 정재원 (넬).
  - 대한민국의 전 가수 더 네임.
- 8월 5일
  - 영국의 축구 선수 웨인 브리지.
  - 오스트레일리아의 전 축구 선수 제이슨 쿨리나.
  - 잉글랜드의 배우 소피 윙클먼.
- 8월 6일
  - 독일의 축구 선수 로만 바이덴펠러.
  - 대한민국의 가수, 작곡가 윤채.
  - 대한민국의 바둑 기사 이승현.
- 8월 7일 - 일본의 전직 축구 선수 마키 세이이치로.
- 8월 8일 - 네덜란드의 야구 선수 디호마르 마크웰.
- 8월 9일 - 대한민국의 배우 류승범.
- 8월 12일
  - 미국의 배우 도미니크 스웨인.
  - 대한민국의 희극인 홍인규.
- 8월 13일
  - 대한민국의 야구 선수 이영욱.
  - 대한민국의 배우 조성희.
- 8월 15일
  - 대한민국의 가수, 배우, 희극인, 방송인 백보람.
  - 대한민국의 야구 선수 김광삼.
  - 대한민국의 야구 선수 최경철.
  - 대한민국의 배우 최민석.
- 8월 16일
  - 대한민국의 가수 황보.
  - 미국의 싱어송라이터 버네사 칼턴.
- 8월 17일 - 스페인의 축구 선수 다니엘 귀사.
- 8월 18일
  - 러시아의 종합격투기 선수 세르게이 하리토노프.
  - 아르헨티나의 축구 선수 에스테반 캄비아소.
  - 대한민국의 아나운서 유지수.
  - 대한민국의 유도 선수 최민호.
  - 대한민국의 가수 제이덕.
- 8월 19일
  - 대한민국의 래퍼 전진 (신화).
  - 대한민국의 배우 손태영.
- 8월 21일 - 대한민국의 희극인 현병수.
- 8월 22일 - 대한민국의 배우 이나라.
- 8월 23일 - 대한민국의 전 야구 선수 정보명.
- 8월 26일 - 미국의 배우 매콜리 컬킨.
- 8월 27일 - 대한민국의 희극인 최은희.
- 8월 28일 - 미국의 프로 야구 선수 라이언 매드슨.
- 8월 29일
  - 대한민국의 배우 인교진.
  - 대한민국의 가수 성훈.
- 8월 30일
  - 대한민국의 미스코리아, 배우 김연주.
  - 대한민국의 배우 김동윤.
  - 대한민국의 방송인 김태진.
- 8월 31일
  - 대한민국의 방송인 김태진.
  - 대한민국의 배우 이세은.

### 9월
- 9월 1일
  - 대한민국의 배우 김재화.
  - 잉글랜드의 배우 라라 펄버.
- 9월 2일
  - 대한민국의 전 배우 장덕수.
  - 대한민국의 아나운서 김선영.
- 9월 3일
  - 대한민국의 희극인 정경미.
  - 한국계 미국의 소설가 제니 한.
- 9월 4일
  - 대한민국의 전직 스타크래프트 프로게이머 임요환.
  - 대한민국의 의사 허양임.
- 9월 5일
  - 대한민국의 가수 정기고.
  - 대한민국의 가수 반디.
  - 대한민국의 배우 박지환.
  - 태국의 정치인 피타 림짜른랏.
- 9월 6일
  - 나이지리아의 축구 선수 조지프 요보.
  - 대한민국의 성우 정유미.
  - 미국의 프로레슬링 선수 질리언 홀.
- 9월 7일
  - 대한민국의 스타크래프트 프로게이머, 방송인 이종미.
  - 아르헨티나의 축구 선수 가브리엘 밀리토.
  - 이란의 축구 선수 자바드 네쿠남.
  - 튀르키예의 축구 선수 엠레 벨뢰졸루.
- 9월 8일 - 일본의 성우 카도와키 마이.
- 9월 9일 - 미국의 배우 미셸 윌리엄스.
- 9월 10일
  - 대한민국의 인터넷 작가 이동훈. (~2007년)
  - 대한민국의 전 농구 선수, 배우 박광재.
- 9월 11일
  - 대한민국의 모델 최나래.
  - 덴마크의 정치인 소피 뢰데.
- 9월 12일
  - 대한민국의 희극인 유세윤.
  - 중국의 농구 선수 야오밍.
  - 대한민국의 배우 한다감.
  - 대한민국의 지방의회의원 김장환.
  - 대한민국의 전 스타크래프트 프로게이머 이기석.
  - 일본의 작곡가 사와노 히로유키.
  - 미국의 야구 선수 숀 버로스. (~2024년)
- 9월 13일
  - 대한민국의 배우 한채영.
  - 일본의 야구 선수 마쓰자카 다이스케.
  - 대한민국의 희극인 려명하.
- 9월 14일 - 대한민국의 배우, 방송인 강현종.
- 9월 15일
  - 타이완의 가수 채의림.
  - 대한민국의 야구 선수 이상화.
- 9월 16일 - 대한민국의 배우 허영란.
- 9월 17일 - 대한민국의 배우 한희.
- 9월 18일 - 잉글랜드의 배우 아딜 아크타르.
- 9월 20일 - 미국의 배우 라이언 도노후.
- 9월 21일
  - 인도의 배우 카리나 카푸르.
  - 대한민국의 군인 윤장호.
- 9월 22일 - 스웨덴의 골프 선수 미카엘라 파름리드.
- 9월 23일 - 대한민국의 웹툰 작가 억수씨.
- 9월 24일 - 노르웨이의 전 축구 선수 욘 아르네 리세.
- 9월 25일
  - 미국의 래퍼 T.I..
  - 대한민국의 아나운서 김환.
  - 대한민국의 성우 조규준.
- 9월 26일 - 대한민국의 가수 준다이.
- 9월 27일 - 대한민국의 배우 장태성.
- 9월 29일
  - 일본의 전 축구 선수 다카하시 유타카.
  - 대한민국의 기업인 조남호.
- 9월 30일
  - 스위스의 테니스 선수 마르티나 힝기스.
  - 일본의 성우, 배우 오가사와라 아리사.
  - 미국의 패션 디자이너 버질 아블로.

### 10월
- 10월 1일 - 일본의 배우 오타니 료헤이.
- 10월 2일 - 대한민국의 가수 이채.
- 10월 3일 - 캐나다의 아이스하키 선수 크리스 리.
- 10월 4일
  - 체코의 축구 선수 토마시 로시츠키.
  - 일본의 성우 타카기 모토키.
- 10월 6일 - 대한민국의 희극인 신봉선.
- 10월 7일
  - 대한민국의 축구 선수 김두영.
  - 대한민국의 가수 한지훈.
- 10월 8일 - 미국의 프로레슬링 선수 더 미즈.
- 10월 9일 - 대한민국의 가수 아리.
- 10월 10일 - 중국의 모델, 영화배우 슝다이린.
- 10월 11일 - 일본의 성우 스기타 토모카즈.
- 10월 12일 - 대한민국의 가수 노유민 (NRG).
- 10월 13일
  - 대한민국의 배우 옥고운.
  - 미국의 가수 아샨티.
- 10월 14일 - 대한민국의 온라인콘텐츠창작자 놀지.
- 10월 15일
  - 대한민국의 피겨 스케이트 선수 이규현.
  - 대한민국의 가수 문성훈.
  - 일본의 야구 선수 와타나베 나오토.
  - 헝가리의 유도 선수 운그바리 미클로시.
  - 이혜민.
- 10월 16일 - 미국의 농구 선수 수 버드.
- 10월 17일 - 대한민국의 가수, 작곡가 김경수.
- 10월 18일
  - 대한민국의 희극인 황현희.
  - 대한민국의 희극인 류정남.
  - 미국의 가수 조시 그라친.
- 10월 19일
  - 대한민국의 야구 선수 손시헌.
  - 도미니카 공화국의 야구 선수 호세 바티스타.
- 10월 20일 - 미국의 배구 선수 라이언 오언스.
- 10월 21일
  - 대한민국의 바둑 기사 강승희.
  - 미국의 방송인, 사교계 명사 킴 카다시안.
- 10월 22일 - 대한민국의 레이싱 모델 지연수.
- 10월 23일 - 대한민국의 성우 김명준.
- 10월 24일 - 일본의 전 배우, 모델 이토 아이코.
- 10월 25일
  - 대한민국의 배우 김혜나.
  - 대한민국의 전 야구 선수 강명구.
- 10월 26일 - 대한민국의 래퍼 장석현 (샵).
- 10월 27일
  - 대한민국의 전 스타크래프트 프로게이머 변성철.
  - 도미니카 공화국의 야구 선수 켈빈 히메네스.
- 10월 28일
  - 대한민국의 아나운서 유진영.
  - 대한민국의 아나운서 정찬우.
  - 잉글랜드의 전 축구 선수 앨런 스미스.
  - 미국의 영화 감독 웨스 볼.
- 10월 29일
  - 대한민국의 전 축구 선수, 지도자 박재현.
  - 미국의 배우 벤 포스터.
- 10월 30일
  - 대한민국의 희극인 김미연.
  - 대한민국의 종합격투기 선수 최홍만.
  - 대한민국의 아나운서, 정치인 박보경.
  - 대한민국의 정치인, 제19대 국회의원, 진보당 상임대표 김재연.

### 11월
- 11월 1일 - 필리핀의 가수 니나.
- 11월 2일
  - 대한민국의 성우 이호산.
  - 대한민국의 배우 김소연.
- 11월 3일
  - 대한민국의 가수, 영화배우 김지혜.
  - 대한민국의 모델 송경아.
- 11월 4일
  - 대한민국의 배우 최우준.
  - 대한민국의 가수, 싱어송라이터 이안.
- 11월 5일
  - 대한민국의 배우 정근.
  - 대한민국의 배우 정이랑.
  - 독일의 축구 선수 크리스토프 메첼더.
- 11월 6일
  - 대한민국의 배우 채동현.
  - 덴마크의 포르노 배우 앤 비 바르부르크.
- 11월 7일
  - 대한민국의 아나운서 손정은.
  - 대한민국의 야구 선수 이인구.
  - 대한민국의 모델 겸 방송인, 싱어송라이터 장윤주.
  - 미국의 프리스타일 스키 선수 섀넌 바키.
- 11월 9일
  - 대한민국의 전 야구 선수 곽주섭.
  - 대한민국의 배우 겸 모델 최지호.
- 11월 10일 - 대한민국의 성우 안영미.
- 11월 11일 - 대한민국의 가수 이정훈 (넬).
- 11월 12일
  - 캐나다의 배우 라이언 고슬링.
  - 대한민국의 성우 류승곤.
  - 대한민국의 야구 선수 김상현.
- 11월 13일
  - 중국의 영화배우 송가.
  - 프랑스의 유도 선수 뱅자맹 다르블레.
- 11월 15일 - 대한민국의 가수 임윤택 (울랄라 세션). (~2013년)
- 11월 16일
  - 대한민국의 희극인 김준현.
  - 대한민국의 배우 최대훈.
- 11월 17일 - 대한민국의 만화가 김진.
- 11월 18일
  - 일본의 가수, 배우 오카다 준이치 (V6).
  - 일본의 성우 치하라 미노리.
  - 대한민국의 작곡가 한상원.
  - 미국의 야구 선수 C. J. 윌슨.
- 11월 19일
  - 대한민국의 배우 최재훈.
  - 대한민국의 가수, 뮤지컬 배우 소냐.
- 11월 20일 - 일본의 배우 코이케 에이코.
- 11월 21일
  - 대한민국의 트로트 가수 장소라.
  - 대한민국의 배우, 전 레이싱 모델 오윤아.
  - 대한민국의 전 야구 선수 백대운.
  - 브라질의 축구 선수 주앙 소아리스 다 모타 네투.
  - 대한민국의 경제학자 겸 대학 교수 최지은.
- 11월 23일 - 미국의 야구 선수 조너선 파펠본.
- 11월 24일
  - 미국의 전 프로레슬링 선수 베스 피닉스.
  - 대한민국의 가수, 배우 김소이.
  - 대한민국의 음악가 박주원.
- 11월 25일
  - 남아프리카 공화국의 축구 선수 에런 모코에나.
  - 미국의 야구 선수 닉 스위셔.
  - 대한민국의 가수 각오빠.
- 11월 26일
  - 일본의 가수 오노 사토시 (아라시).
  - 대만의 싱어송라이터, 배우 니키 리.
  - 미국의 극작자, 영화감독 레슬리 헤들런드.
- 11월 28일 - 대한민국의 배우 김대종.
- 11월 29일 - 대한민국의 배우 천정명.
- 11월 30일 - 대한민국의 작가 조예현.

### 12월
- 12월 1일 - 대한민국의 커피 교육자, 기업인 한승재.
- 12월 2일
  - 독일의 축구 선수 마르코 엥엘하트.
  - 스웨덴의 축구 선수 샬로트 롤린.
- 12월 3일
  - 미국의 배우 애나 클럼스키.
  - 미국의 배우, 안무가 제나 디완.
  - 일본의 배우, 모델 단 미츠.
- 12월 4일 - 대한민국의 기초의회의원 박주선.
- 12월 6일
  - 대한민국의 전 야구 선수 문용민.
  - 일본의 아이돌 야스다 케이.
- 12월 7일
  - 대한민국의 가수 정인.
  - 대한민국의 배우 강지후.
- 12월 9일
  - 대한민국의 가수 겸 작곡가 서엘.
  - 대한민국의 배우 차현우.
  - 일본의 배우 타카하시 잇세이.
- 12월 10일 - 대한민국의 바이올리니스트 장영주.
- 12월 13일
  - 대한민국의 가수 유미.
  - 대한민국의 미스코리아, 방송인 서현진.
  - 일본의 배우 츠마부키 사토시.
- 12월 14일 - 대한민국의 교육인 이광호.
- 12월 15일 - 대한민국의 영화감독 곽범.
- 12월 16일
  - 대한민국의 야구 선수 양성제.
  - 대한민국의 배우 백봉기.
- 12월 17일
  - 대한민국의 전직 축구 선수 김종훈.
  - 미국의 자동차 경주 선수 라이언 헌터레이.
- 12월 18일
  - 대한민국의 래퍼 빌스택스.
  - 루마니아의 체조 선수 마리안 드러굴레스쿠.
  - 미국의 가수 크리스티나 아길레라.
- 12월 19일
  - 대한민국의 래퍼 버벌진트.
  - 미국의 배우 제이크 질런홀.
- 12월 20일
  - 영국의 축구 선수 애슐리 콜.
  - 대한민국의 성우 최지훈.
  - 아르헨티나의 전 축구 선수 마르틴 데미첼리스.
- 12월 21일 - 대한민국의 배우 윤정희.
- 12월 22일
  - 대한민국의 배우 이은주. (~2005년)
  - 대한민국의 요리사, 유튜버 정창욱.
- 12월 23일 - 대한민국의 배우 백수장.
- 12월 24일 - 대한민국의 가수 김종완 (넬).
- 12월 25일
  - 대한민국의 전 가수 가희.
  - 일본의 배우 하시모토 레이카.
- 12월 26일
  - 대한민국의 배우 조정석.
  - 코트디부아르의 축구 선수 아뤼나 댕단.
- 12월 27일 - 대한민국의 성우 서원석.
- 12월 28일
  - 일본의 전 야구 선수 무라타 슈이치.
  - 콩고 민주 공화국의 축구 선수 로마나 루아루아.
- 12월 29일
  - 대한민국의 배우 최영완.
  - 독일의 유도 선수 이본 뵈니슈.
- 12월 31일 - 대한민국의 모델 한윤희.

### 미상
- 대한민국의 배우 김문학.
- 대한민국의 미술인, 교육인 김성대.
- 대한민국의 가수 라디.
- 대한민국의 가수 디케이소울.
- 대한민국의 군인 박인철. (~2007년)
- 대한민국의 변호사, 사회학자 임재성.
- 대한민국의 연구원 겸 발명가 정우덕.
- 대한민국의 가수 연지연.
- 대한민국의 배우 이지현.
- 대한민국의 기업인 임지훈.
- 미국의 작곡가, 영화 프로듀서 니컬러스 브리틀.
- 카트리나 크룸파네.
- 대한민국의 배구 선수 강성민.
- 대한민국의 세무사, 전직 기초의원 김도형.
- 대한민국의 농구 선수 김동우.
- 대한민국의 농구 선수 김동우.
- 대한민국의 드라마 작가 김수진.
- 대한민국의 리포터 김유리.
- 대한민국의 바이올리니스트 김현지.
- 대한민국의 배구 선수 김주완.
- 대한민국의 골프 선수 박주희.
- 대한민국의 뮤지션, 베이시스트, 작곡가 박주희.
- 대한민국의 우슈 선수 이정희.
- 대한민국의 소설가 정재은.
- 일본의 작가 사토 히로시.
- 영국의 작곡가 제이미 브라운.

## 사망

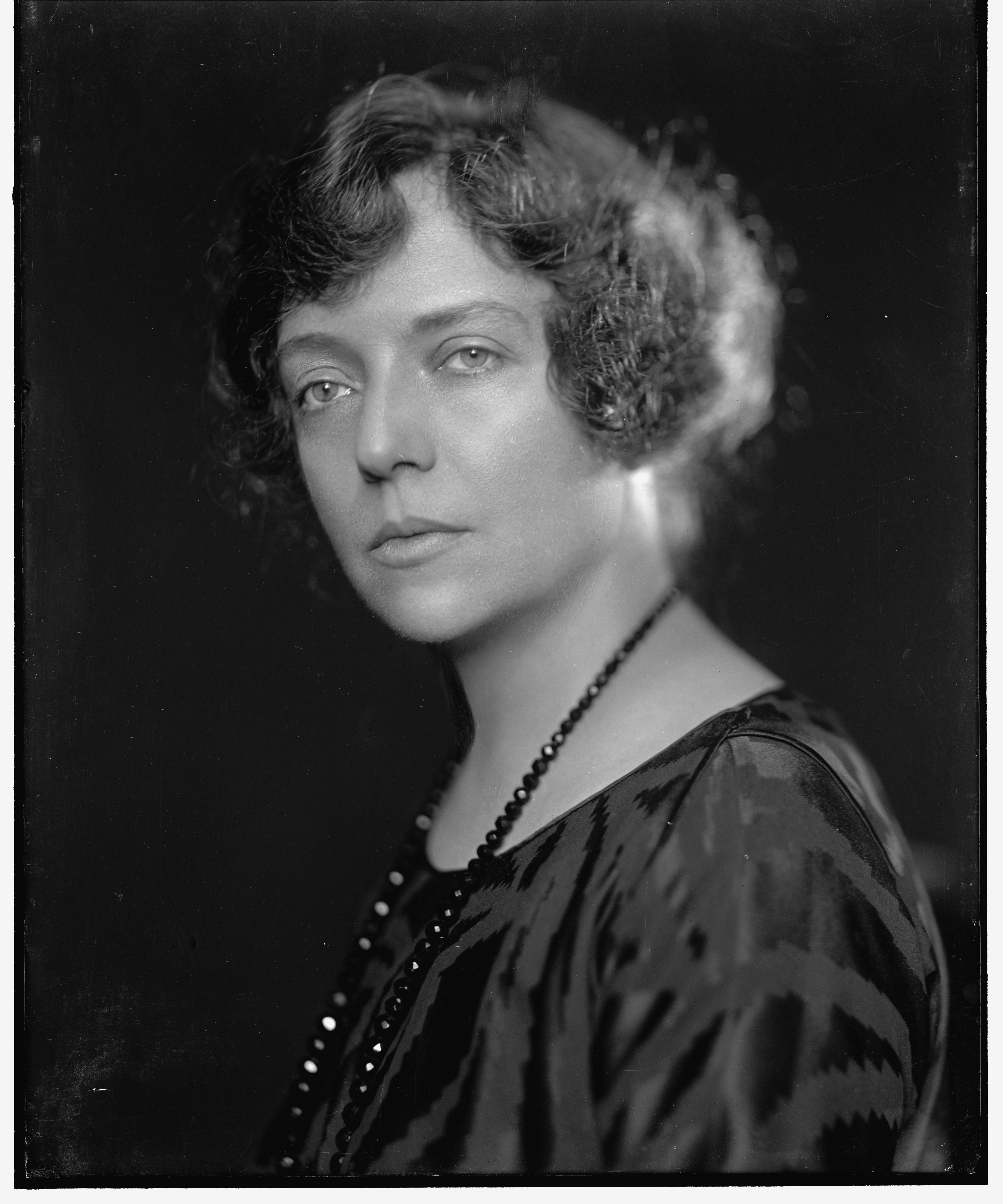
앨리스 루스벨트 롱워스

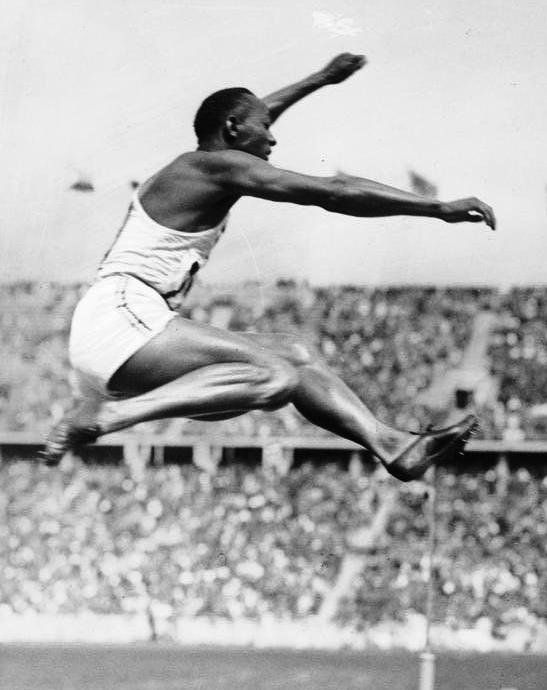
제시 오언스

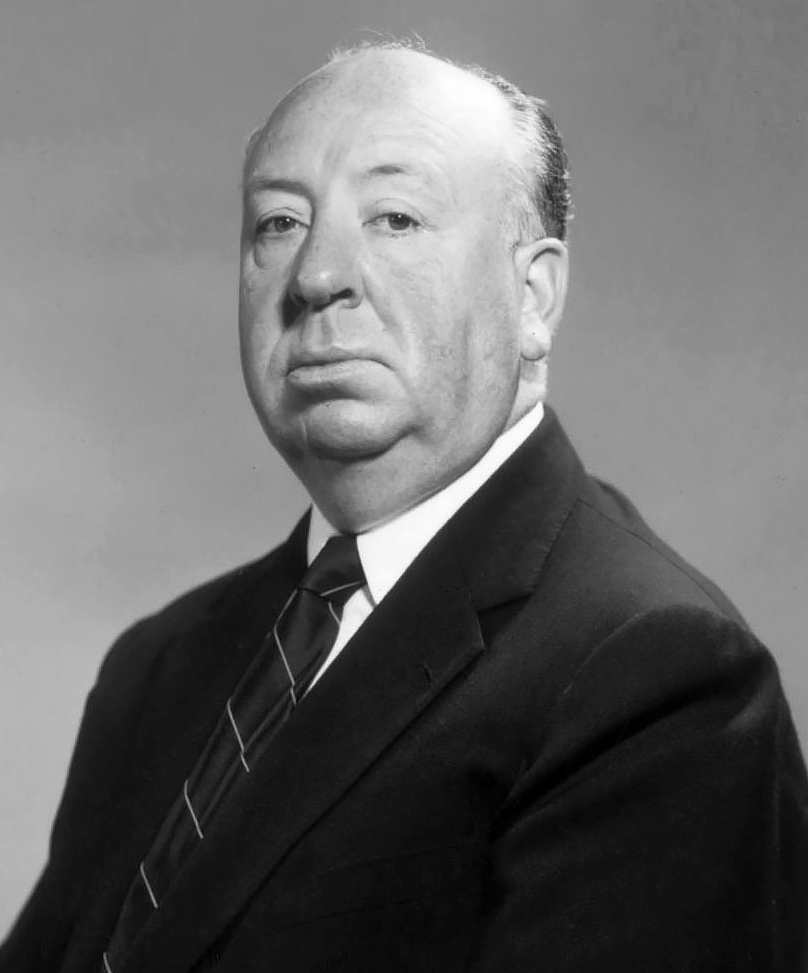
앨프리드 히치콕

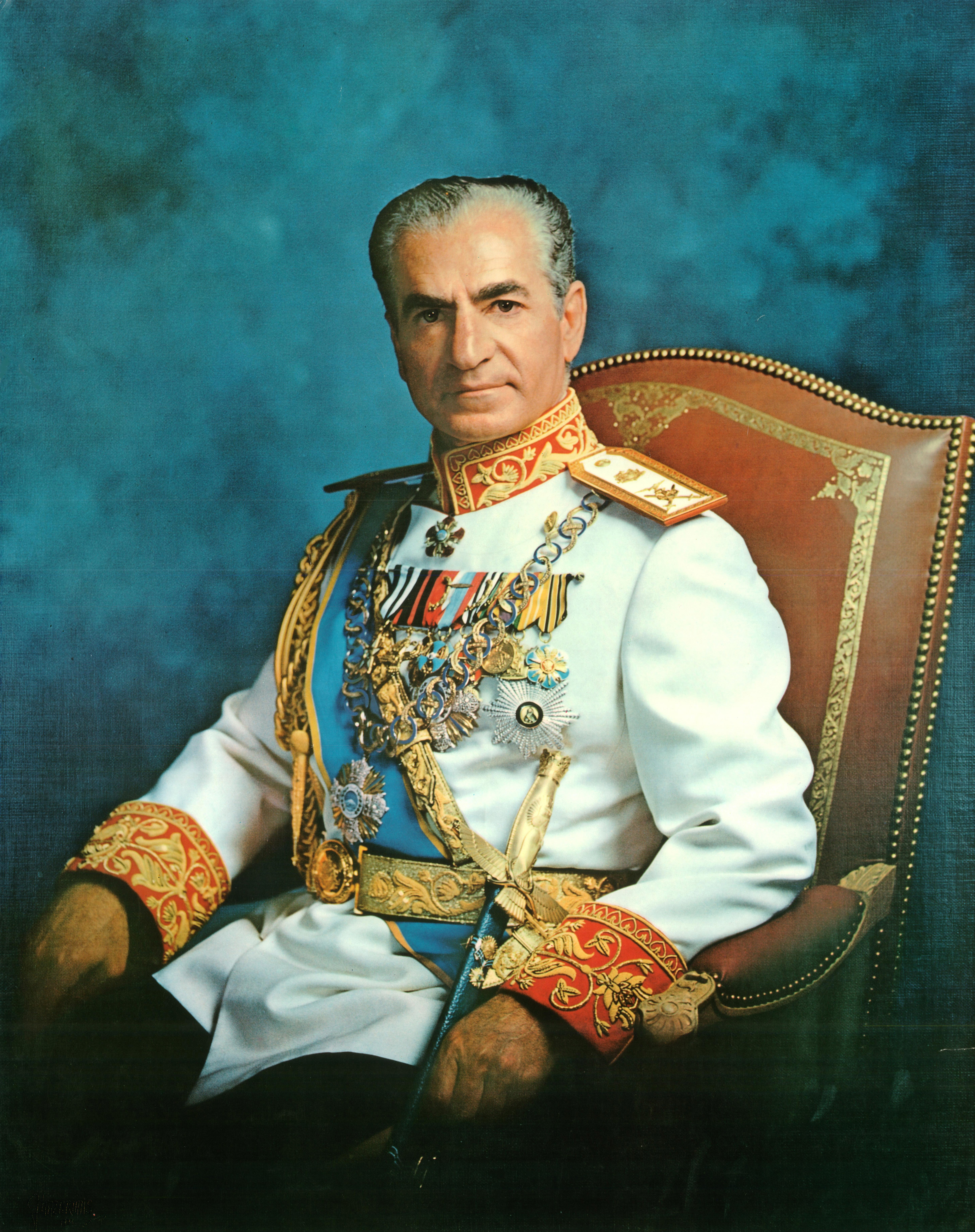
모하마드 레자 팔라비

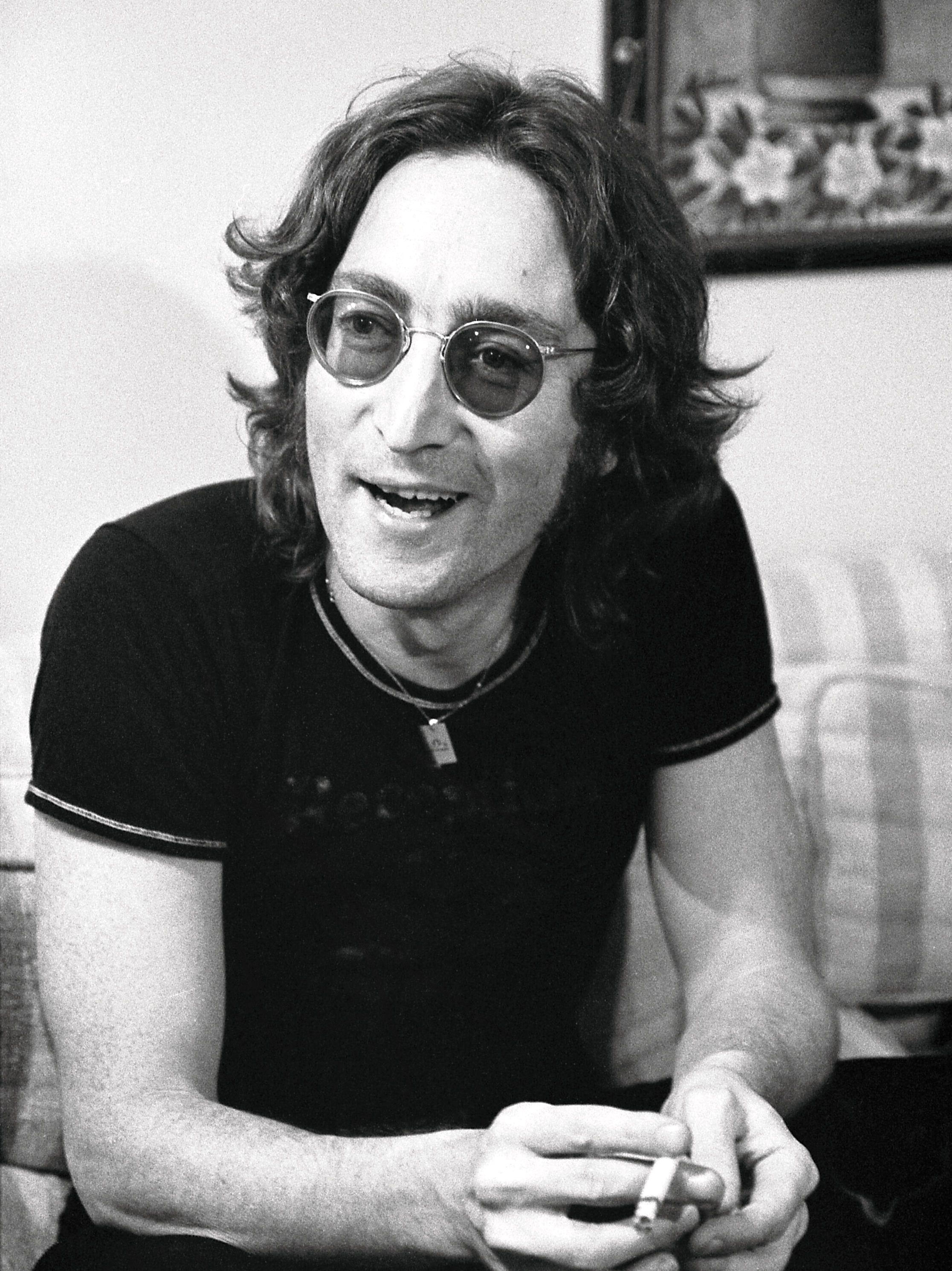
존 레논

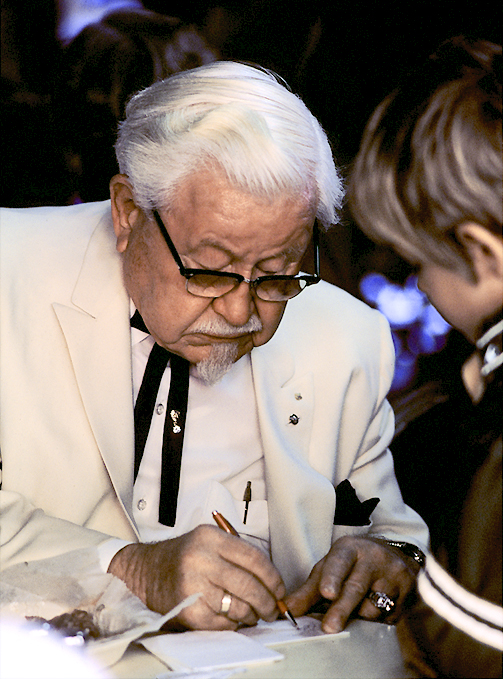
커널 샌더스

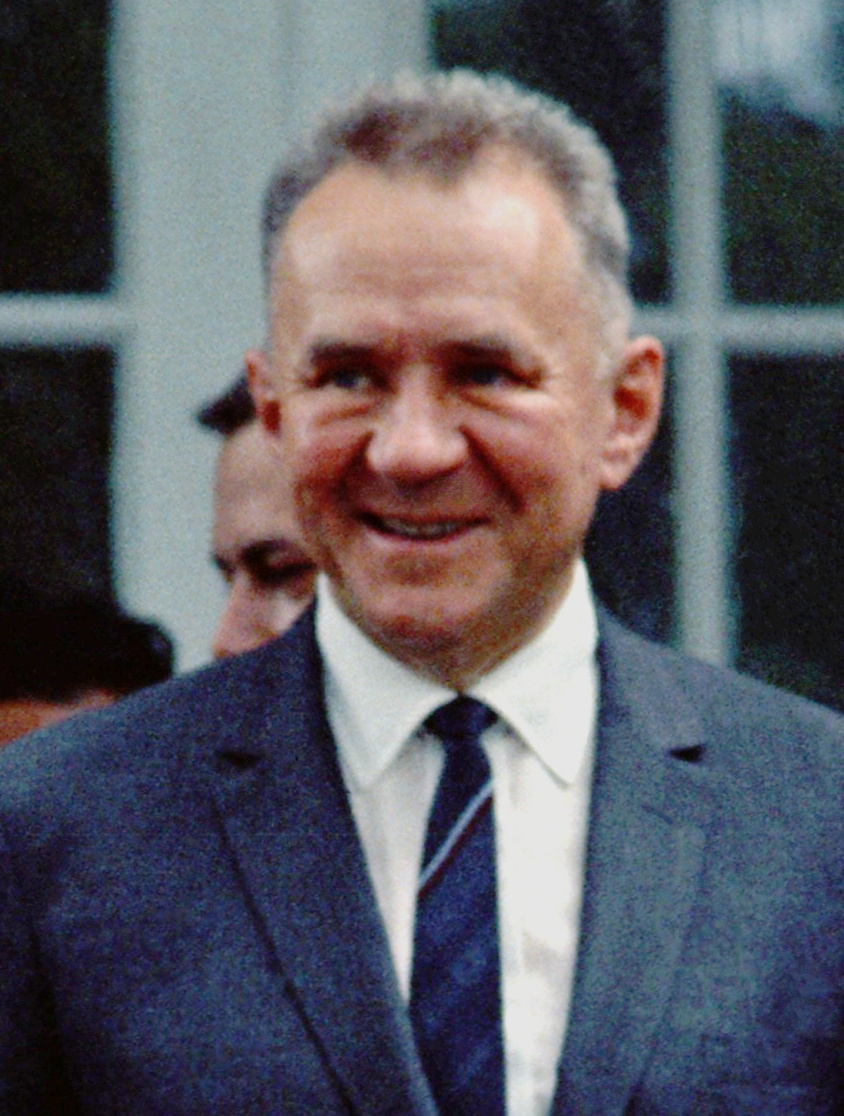
알렉세이 코시긴

- 1월 19일 - 대한민국의 정치인 곽상훈. (~1896년)
- 2월 20일 - 미국의 제26대 대통령 시어도어 루스벨트의 딸 앨리스 루스벨트 롱워스. (~1884년)
- 3월 1일 - 영국의 전 축구 선수 딕시 딘. (~1907년)
- 3월 6일 - 대한민국의 군인 박흥주. (~1939년)
- 3월 31일 - 미국의 육상 선수 제시 오언스. (~1913년)
- 4월 15일 - 프랑스의 철학자 장 폴 사르트르. (~1905년)
- 4월 21일 - 러시아의 생물학자, 생화학자 알렉산드르 오파린. (~1894년)
- 4월 25일 - 이탈리아의 영화감독 마리오 바바. (~1914년)
- 4월 29일 - 영국의 영화감독 앨프리드 히치콕. (~1899년)
- 5월 24일 - 대한민국의 정치인 김재규. (~1924년)
- 5월 30일 - 대한민국의 민주운동가 김의기. (~1959년)
- 6월 12일 - 일본의 정치인, 총리 대신 오히라 마사요시. (~1910년)
- 7월 27일 - 이란의 국왕 모하마드 레자 팔라비. (~1919년)
- 9월 15일 - 러시아의 과학자 미하일 라브렌티예프. (~1900년)
- 9월 16일 - 스위스의 교육학자 장 피아제. (~1896년)
- 9월 25일 - 영국의 대중음악가 존 보냄. (전 레드 제플린의 드러머) (~1948년)
- 10월 18일 - 대한민국의 군인 송요찬. (~1918년)
- 10월 31일 - 체코의 소설가 얀 베리흐. (~1905년)
- 11월 7일 - 대한민국의 작곡가, 지휘자, 피아니스트 이흥렬. (~1909년)
- 12월 8일 - 영국의 가수 존 레논. (비틀즈의 멤버) (~1940년)
- 12월 16일 - 미국의 기업인 커널 샌더스. (~1890년)
- 12월 18일 - 소련의 정치인 알렉세이 코시긴. (~1904년)
- 12월 24일 - 독일의 군인 카를 되니츠. (~1891년)

## 노벨상
- 경제학상 : 로런스 클라인
- 문학상 : 체스와프 미워시
- 물리학상 : 제임스 왓슨 크로닌, 발 록스던 피치
- 생리의학상 : 바루 베나세라프, 장 도세, 조지 데이비스 스넬
- 평화상 : 아돌포 페레스 에스키벨
- 화학상 : 폴 버그, 월터 길버트, 프레더릭 생어

## 달력
| 1월 |    |    |    |    |    |    |
| 일  | 월 | 화 | 수 | 목 | 금 | 토 |
|     |    | 1  | 2  | 3  | 4  | 5  |
| 6   | 7  | 8  | 9  | 10 | 11 | 12 |
| 13  | 14 | 15 | 16 | 17 | 18 | 19 |
| 20  | 21 | 22 | 23 | 24 | 25 | 26 |
| 27  | 28 | 29 | 30 | 31 |    |    |

| 2월 |    |    |    |    |    |    |
| 일  | 월 | 화 | 수 | 목 | 금 | 토 |
|     |    |    |    |    | 1  | 2  |
| 3   | 4  | 5  | 6  | 7  | 8  | 9  |
| 10  | 11 | 12 | 13 | 14 | 15 | 16 |
| 17  | 18 | 19 | 20 | 21 | 22 | 23 |
| 24  | 25 | 26 | 27 | 28 | 29 |    |

| 3월 |    |    |    |    |    |    |
| 일  | 월 | 화 | 수 | 목 | 금 | 토 |
|     |    |    |    |    |    | 1  |
| 2   | 3  | 4  | 5  | 6  | 7  | 8  |
| 9   | 10 | 11 | 12 | 13 | 14 | 15 |
| 16  | 17 | 18 | 19 | 20 | 21 | 22 |
| 23  | 24 | 25 | 26 | 27 | 28 | 29 |
| 30  | 31 |    |    |    |    |    |

| 4월 |    |    |    |    |    |    |
| 일  | 월 | 화 | 수 | 목 | 금 | 토 |
|     |    | 1  | 2  | 3  | 4  | 5  |
| 6   | 7  | 8  | 9  | 10 | 11 | 12 |
| 13  | 14 | 15 | 16 | 17 | 18 | 19 |
| 20  | 21 | 22 | 23 | 24 | 25 | 26 |
| 27  | 28 | 29 | 30 |    |    |    |

| 5월 |    |    |    |    |    |    |
| 일  | 월 | 화 | 수 | 목 | 금 | 토 |
|     |    |    |    | 1  | 2  | 3  |
| 4   | 5  | 6  | 7  | 8  | 9  | 10 |
| 11  | 12 | 13 | 14 | 15 | 16 | 17 |
| 18  | 19 | 20 | 21 | 22 | 23 | 24 |
| 25  | 26 | 27 | 28 | 29 | 30 | 31 |

| 6월 |    |    |    |    |    |    |
| 일  | 월 | 화 | 수 | 목 | 금 | 토 |
| 1   | 2  | 3  | 4  | 5  | 6  | 7  |
| 8   | 9  | 10 | 11 | 12 | 13 | 14 |
| 15  | 16 | 17 | 18 | 19 | 20 | 21 |
| 22  | 23 | 24 | 25 | 26 | 27 | 28 |
| 29  | 30 |    |    |    |    |    |

| 7월 |    |    |    |    |    |    |
| 일  | 월 | 화 | 수 | 목 | 금 | 토 |
|     |    | 1  | 2  | 3  | 4  | 5  |
| 6   | 7  | 8  | 9  | 10 | 11 | 12 |
| 13  | 14 | 15 | 16 | 17 | 18 | 19 |
| 20  | 21 | 22 | 23 | 24 | 25 | 26 |
| 27  | 28 | 29 | 30 | 31 |    |    |

| 8월 |    |    |    |    |    |    |
| 일  | 월 | 화 | 수 | 목 | 금 | 토 |
|     |    |    |    |    | 1  | 2  |
| 3   | 4  | 5  | 6  | 7  | 8  | 9  |
| 10  | 11 | 12 | 13 | 14 | 15 | 16 |
| 17  | 18 | 19 | 20 | 21 | 22 | 23 |
| 24  | 25 | 26 | 27 | 28 | 29 | 30 |
| 31  |    |    |    |    |    |    |

| 9월 |    |    |    |    |    |    |
| 일  | 월 | 화 | 수 | 목 | 금 | 토 |
|     | 1  | 2  | 3  | 4  | 5  | 6  |
| 7   | 8  | 9  | 10 | 11 | 12 | 13 |
| 14  | 15 | 16 | 17 | 18 | 19 | 20 |
| 21  | 22 | 23 | 24 | 25 | 26 | 27 |
| 28  | 29 | 30 |    |    |    |    |

| 10월 |    |    |    |    |    |    |
| 일   | 월 | 화 | 수 | 목 | 금 | 토 |
|      |    |    | 1  | 2  | 3  | 4  |
| 5    | 6  | 7  | 8  | 9  | 10 | 11 |
| 12   | 13 | 14 | 15 | 16 | 17 | 18 |
| 19   | 20 | 21 | 22 | 23 | 24 | 25 |
| 26   | 27 | 28 | 29 | 30 | 31 |    |

| 11월 |    |    |    |    |    |    |
| 일   | 월 | 화 | 수 | 목 | 금 | 토 |
|      |    |    |    |    |    | 1  |
| 2    | 3  | 4  | 5  | 6  | 7  | 8  |
| 9    | 10 | 11 | 12 | 13 | 14 | 15 |
| 16   | 17 | 18 | 19 | 20 | 21 | 22 |
| 23   | 24 | 25 | 26 | 27 | 28 | 29 |
| 30   |    |    |    |    |    |    |

| 12월 |    |    |    |    |    |    |
| 일   | 월 | 화 | 수 | 목 | 금 | 토 |
|      | 1  | 2  | 3  | 4  | 5  | 6  |
| 7    | 8  | 9  | 10 | 11 | 12 | 13 |
| 14   | 15 | 16 | 17 | 18 | 19 | 20 |
| 21   | 22 | 23 | 24 | 25 | 26 | 27 |
| 28   | 29 | 30 | 31 |    |    |    |

### 음양력 대조 일람
| 음력월 | 월건 | 대소 | 음력 1일의 양력 월일 | 음력 1일 간지 |
| ------ | ---- | ---- | -------------------- | ------------- |
| 1월    | 무인 | 대   | 2월 16일             | 기미          |
| 2월    | 기묘 | 소   | 3월 17일             | 기축          |
| 3월    | 경진 | 소   | 4월 15일             | 무오          |
| 4월    | 신사 | 대   | 5월 14일             | 정해          |
| 5월    | 임오 | 소   | 6월 13일             | 정사          |
| 6월    | 계미 | 대   | 7월 12일             | 병술          |
| 7월    | 갑신 | 소   | 8월 11일             | 병진          |
| 8월    | 을유 | 대   | 9월 9일              | 을유          |
| 9월    | 병술 | 대   | 10월 9일             | 을묘          |
| 10월   | 정해 | 소   | 11월 8일             | 을유          |
| 11월   | 무자 | 대   | 12월 7일             | 갑인          |
| 12월   | 기축 | 대   | 1981년 1월 6일       | 갑신          |